# Sielsowiet tołpiński
Sielsowiet tołpiński (ros. Толпинский сельсовет) – jednostka administracyjna (osiedle wiejskie) wchodząca w skład rejonu korieniewskiego w оbwodzie kurskim w Rosji.
Centrum administracyjnym sielsowietu jest sieło Tołpino.

## Geografia
Powierzchnia sielsowietu wynosi 122,66 km².

## Historia
Status i granice sielsowietu zostały określone ustawami z 2004 i z 2010 roku.

## Demografia
W 2017 roku sielsowiet zamieszkiwało 1497 mieszkańców.

## Miejscowości
W skład sielsowietu wchodzą miejscowości: Tołpino, Aleksandrowka, Gawriłowka, Jużnyj, Kołyczewka, Niżniaja Grunia, Starostinka, Wierchniaja Grunia.